# Del McCoury
Del McCoury, (York, 1939. február 1. –) amerikai bluegrass zenész. A Del McCoury Band vezetőjeként gitározik és énekel két fiával, Ronnie McCouryval és Rob McCouryval, akik mandolinon, illetve bendzsón játszanak. 2003-ban a Grand Ole Opry tagja lett. 2010 júniusában a National Endowment for the Arts-tól életműdíjat kapott, 2011-ben pedig beválasztották a International Bluegrass Music Hall of Fame-be.

## Pályafutása
McCoury Bakersville-ben, Észak-Karolinában született. Édesanyja, Hazel, énekelt és több hangszeren is játszott. Testvére megtanította gitározni, és ez felkeltette érdeklődését a bluegrass zene iránt.
A McCoury család 1941-ben Pennsylvaniába költözött.
Earl Scruggs segítségével megtanult bendzsón is játszani. Megvette első bendzsója egy Gibson volt. Ekkor catlakozott a The Stevens Brothers zenekarhoz. Később Keith Danielsszel és a Blue Ridge Ramblersszel játszott. 1962-ben felvettek egy albumot az Empire kiadónál. Még ugyanebben az évben besorozták a hadseregbe, de orvosi tanácsra leszerelt.
Melvin Howell-el és a Franklin County Boys-szal, valamint Jack Cooke-kal és a Virginia Mountain Boys-szal játszott. 1963-ban csatlakozott a Bill Monroe The Blue Grass Boys zenekarhoz. Nákuk McCoury gitározott és énekelt. Többször is felléptek a Grand Ole Opryban és hat dalt vettek fel a Decca Recordsnak.
1964-ben hagyta el Monroe zenekarát. Kaliforniában a Golden State Boysban és a Shady Valley Boysban játszott, de júniusban hazatért, hogy apjával egy fakitermelésen dolgozzon, miközben hétvégi fellépéseket tartott Marylandben, Virginiában és Pennsylvaniában.
1967 decemberében felvette első albumát, a Del McCoury Sings Bluegrass-t. Az 1980-as években fiai elkezdtek vele fellépni. Tad Marks hegedűs és Mike Brantley basszusgitáros az 1990-es évek elején csatlakozott zenekarához.
McCoury zenekara turnézott az Egyesült Államokban. Ahogy elkezdték felhívni magukra a figyelmet, Nashville-be költöztek. McCoury 2003 októberében lett a Grand Ole Opry tagja. 2009. május 3-án a Madison Square Gardenben megrendezett Clearwater Concert számos fellépője között volt. Az esemény Pete Seeger 90. születésnapját ünnepelte.
2010. júniusában McCoury életműdíjat kapott a National Endowment for the Arts-tól, ami a 25 000 dollár díjat is jelentett. 2012-ben csatlakozott az Independent Music Awards zsűrijéhez, hogy segítse a független zenészek karrierjét.

## Szóló albumok
- 1968: Del McCoury Sings Bluegrass
- 1971: Livin' on the Mountain
- 1971: Collector's Special (Grassound)
- 1974: Our Kind of Grass
- 1975: Del McCoury
- 1988: Don't Stop The Music
- 1993: A Deeper Shade of Blue
- 2002: I Wonder Where You Are Tonight
- 2005: Classic Bluegrass

## Del McCoury Band
- 1992: Blue Side of Town
- 1993: A Deeper Shade of Blue
- 1996: The Cold Hard Facts
- 1999: The Mountain]] (with Steve Earle)
- 1999: The Family
- 2001: Del and the Boys
- 2003: It's Just the Night
- 2005: The Company We Keep
- 2006: The Promised Land
- 2008: Moneyland
- 2009: Family Circle
- 2011: American Legacies (with the Preservation Hall Jazz Band)
- 2012: Old Memories
- 2013: The Streets of Baltimore
- 2016: Del and Woody Guthrie
- 2017: Del McCoury Still Sings Bluegrass
- 2018: Almost Proud
- 2024: Songs of Love and Life

## Díjak
- International Bluegrass Music Hall of Fame
- National Endowment for the Arts: Életműdíj

## Fordítás
- Ez a szócikk részben vagy egészben  a   Del McCoury című angol Wikipédia-szócikk ezen változatának fordításán alapul.  Az eredeti cikk szerkesztőit annak laptörténete sorolja fel. Ez a jelzés csupán a megfogalmazás eredetét és a szerzői jogokat jelzi, nem szolgál a cikkben szereplő információk forrásmegjelöléseként.